# Wim Thijsse
Wilhelmus Hermanus (Wim) Thijsse (Delft, 2 augustus 1916 – 9 maart 1998) was een Nederlands musicoloog, organist en componist.
Hij was zoon van Wilhelmina Plonia Post en winkelier Wilhelmus Thijsse. Hijzelf trouwde met Gijsbertha (Bep) Johanna Schildt (1919-1986). Zij was afgestudeerd aan de Academie van Beeldende Kunsten en werd illustratrice van kinder- en dierenboeken voor uitgeverijen Uitgeverij Cantecleer en Kluitman. Dochter Els Thijsse stapte in de voetsporen van haar moeder.
Hij studeerde eerste voor onderwijzer, maar vanaf 1937 nam de muziek de overhand. Hij genoot studies van Willem van Thienen en Piet van den Kerkhoff beiden op orgel ten einde in 1942 het staatsexamen A Orgel te behalen. Daarna volgden lessen muziekgeschiedenis bij Karel Philippus Bernet Kempers aan het Haags Conservatorium. Henk Badings gaf hem nog enkele lessen in compositieleer. 
Hij was al gedurende die studies aan het schrijven over muziek in de Nieuwe Rotterdamsche Courant en de Delftse Courant. Vanaf 1950 was hij directeur van de Openbare Muziekbibliotheek in Den Haag. Vanaf 1960 was hij muziekredacteur bij Het Vaderland, na opheffing van die krant in 1972 werd hij hoofdredacteur bij het blad Samenklank. Vervolgens werd hij in 1974 docent en afdelingshoofd van de Stedelijke Muziekschool Den Haag.
Hij schreef tal van artikelen over muziek en componisten voor allerlei bladen en boeken. Te noemen zijn zijn bijdragen aan Mens en Melodie, Elseviers Encyclopedie van de muziek en de Algemene muziek encyclopedie. Hij legde interesse aan de dag voor (vergeten) componisten uit de 16e tot 19e eeuw. Hij verzorgde ook eventueel door hem geredigeerde heruitgaven van (vergeten) werken. Afwijkend was zijn leerboek Kleine stukjes stukje voor kleine vingers op de kleine harp uit 1970; het was een opleidingsboek voor de kleine of Keltische harp.
In 1981 kreeg hij de Ehreurkunde van de "Internationale Robert Stolz Gemeinschaft" voor zijn publicaties over Robert Stolz
In 1991 promoveerde Thijsse nog aan de Open Universiteit in Heerlen met het proefschrift Johan Coenradus Boers en zijn betekenis voor het Nederlandse muziekleven.
Compositorisch schreef hij in vele genres, te noemen zijn:
- 1963: Verboden inrij (opera)
- 1965: Afscheid (liederencyclus voor alt en orgel
- 1969: Karel ende Elegast (opera)
- 1975: Mis van Kevelaar (voor solisten, gemengd koor, blazers, slagwerk en orgel)
- Shadows flee way (cantate voor mezzosopraan, lichteffecten, cello, vibrafoon, orgel, klavecimbel en slagwerk.

Verder een reeks composities binnen de kamermuziek, werken voor orgel, werken voor klavecimbel, maar ook twee werken voor accordeonorkest: Serenade uit 1963 en Mars en menuet uit 1968.